# Reffuveille
Reffuveille je francouzská obec v departementu Manche v regionu Normandie. V roce 2010 zde žilo 476 obyvatel.

## Vývoj počtu obyvatel
Počet obyvatel